# Антибуксувальна система

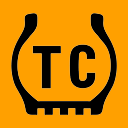
Графічна познака антибуксувальної системи на панелях приладів та керування автомобіля

Антибуксува́льна (антипробуксо́вувальна) систе́ма (англ. Anti-Slip Control, ASC, нім. Antriebsschlupfregelung, англ. Automatic Slip Regulation, ASR), Систе́ма контро́лю тя́ги (англ. Traction control system, TCS; англ. Dynamic Traction Control, DTC) — електрогідравлічна система активної безпеки автомобіля, що призначена для запобігання втрати зчеплення коліс з дорогою та зниження динамічних навантажень на елементи трансмісії на неоднорідному дорожньому покритті шляхом контролю за пробуксовуванням ведучих коліс.
Дана система істотно спрощує керування автомобілем на мокрій дорозі або в інших умовах недостатнього зчеплення. За допомогою датчиків в реальному часі відстежується швидкість обертання коліс і, якщо виявляється початок пробуксовування одного з них, то система зменшує крутний момент, що подається на колеса від двигуна, або зменшує швидкість їх обертання вибірковим підгальмовуванням.

## Історична довідка
Така система вперше була застосована на автомобілях Buick у 1971 році під торговою маркою «MaxTrac», у якій комп'ютерний блок керування ідентифікував буксування ведучих коліс і зменшував оберти двигуна разом із зменшенням крутного моменту, що подавався на колеса. У Європі вперше антибуксувальна система була використана на Mercedes-Benz S-класу у 1987 році, спочатку лише на модифікаціях з восьмициліндровими двигунами. На сучасних автомобілях боротьба з пробуксовуванням ведучих коліс є однією з функцій системи динамічної стабілізації.
Починаючи з 1990-х років знайшла застосування в автогонках у Формулі-1. Першою її стала використовувати команда Ferrari у 1990 році. У 2008 році використання системи у Формулі-1 було заборонене.

## Будова та принцип роботи
Антибуксувальна система побудована на конструктивній основі антиблокувальної системи гальм. Система використовує ті ж датчики, і частково ті ж механізми, що і антиблокувальна система, і система допомоги при екстреному гальмуванні (Brake Assist), тому автомобілі, обладнані антибуксувальною системою, так само обладнані зазвичай і цими системами.
У системі ABS/ASR крім використання функціональних можливостей ABS додатково реалізовані ще дві функції: електронне блокування диференціала і управління крутним моментом двигуна.
Для реалізації антибуксувальних функцій у системі використовуються насос зворотної подачі й додаткові електромагнітні клапани (перемикальний і клапан високого тиску) на кожне з ведучих коліс у гідравлічному блоці ABS.
Керування системою ASR здійснюється за рахунок відповідного програмного забезпечення, включеного в блок керування ABS. У своїй роботі блок керування ABS/ASR взаємодіє з блоком керування двигуном.
Система ASR попереджає пробуксовування коліс у всьому діапазоні швидкостей автомобіля:
- при малих швидкостях руху (0…80 км/год) система забезпечує обмеження крутного моменту за рахунок пригальмовування ведучих коліс;
- при швидкості понад 80 км/год зусилля регулюються за рахунок зменшення крутного моменту, що передається від двигуна.

На підставі сигналів датчиків частоти обертання коліс блок керування ABS/ASR визначає наступні характеристики:
- кутові швидкості та прискорення ведучих коліс;
- швидкість руху автомобіля (на основі кутової швидкості неведучих коліс);
- характер руху автомобіля — прямолінійний чи криволінійний (на основі порівняння кутових швидкостей неведучих коліс);
- величину проковзування ведучих коліс (на основі різниці кутових швидкостей ведучих і неведучих коліс).

Залежно від поточного значення експлуатаційних характеристик здійснюється керування гальмівним тиском або крутним моментом двигуна.
У випадку виявлення різкого зростання частоти обертання одного з ведучих коліс (що означає втрату зчеплення і початок буксування), електронний блок керування вживає заходів для зниження тяги та/або пригальмовування цього колеса подаванням гальмівного тиску.
Керування гальмівним тиском здійснюється циклічно. Робочий цикл має три фази — збільшення тиску, утримання тиску і скидання тиску. Збільшення тиску гальмівної рідини в контурі забезпечує гальмування ведучого колеса. Воно проводиться за рахунок включення насоса зворотної подачі, закриття перемикального клапана і відкриття клапана високого тиску. Утримання тиску досягається за рахунок відключення насоса зворотної подачі. Скидання тиску здійснюється після закінчення пробуксовування при відкритих впускному і перемикальному клапанах. У разі потреби цикл роботи повторюється.
Для зниження тяги можуть (залежно від реалізації системи) використовуватися такі методи:
- припинення іскроутворення в одному або декількох циліндрах двигуна;
- зменшення подачі палива в один або декілька циліндрів;
- прикриття дросельної заслінки (за умови підключення до неї електронного керування);
- зміна кута випередження запалювання;
- відповідне керування автоматичною коробкою передач.

Одночасно для відновлення зчеплення з дорогою, а також збільшення на протилежному відносно диференціала колесі крутного моменту, проводиться короткочасне пригальмовування колеса, що втратило зчеплення за допомогою електро-гідравлічних актуаторов.

## Використання
При спрацюванні антибуксувальної системи спалахує контрольна лампа на панелі приладів автомобіля. Система має можливість тимчасового відключення. Але при звичайному водінні цього робити настійно не рекомендується, оскільки система допомагає зберегти зчеплення з дорогою і, як наслідок, керованість автомобілем оснащеного потужним двигуном при розгоні.
Залежно від виробника антибуксувальна система може мати такі комерційні назви:
- ASR (англ. Automatic Slip Regulation, Acceleration Slip Regulation) на автомобілях Mercedes, Volkswagen, Audi, Renault, Peugeot тощо;
- ASC (англ. Anti-Slip Control) на автомобілях BMW;
- A-TRAC (англ. Active Traction Control) на автомобілях Toyota;
- TCSS (англ. Traction Control Support System) на автомобілях Opel/GM;
- DTC (англ. Dynamic Traction Control) на автомобілях BMW;
- ETC (англ. Electronic Traction Control) на автомобілях Range Rover;
- ETS (англ. Electronic Traction System) на автомобілях Mercedes;
- STC (англ. System Traction Control) на автомобілях Volvo;
- TCS (англ. Traction Control System) на автомобілях Honda;
- TRC (англ. Traking Control) на автомобілях Toyota.